# 並木ひろし
並木 ひろし（なみき ひろし、1942年2月14日 - 1998年11月13日）は日本の歌手、作詞家、作曲家。

## 経歴・人物
兵庫県生まれ。
- 1963年、宮五郎・宮史郎と共に音曲漫才「ぴんからトリオ」を結成。大阪でキャバレー歌手だった並木ひろしが、同キャバレーでアルバイト的にキャバレー歌手をしていた宮史郎に「一緒に（歌手を）やらないか」と声を掛け、さらに宮史郎が兄の五郎を誘って三人集まってコミックバンドを作ったのがトリオの始まり。デビューシングル「女のみち」は420万枚の大ヒットとなった。
- 1973年にぴんからトリオから脱退し、「並木ひろしとタッグマッチ」として活動を始める。1998年11月13日死去。56歳没。

### 所属事務所
- ぴんからトリオ（コミックバンド時代）　吉本興業
- ぴんからトリオ（歌手時代）　第一プロダクション
- 並木ひろしとタッグマッチ　小林プロダクション(第一プロ・大阪事業部）

## 代表曲
- 男のなみだ（並木ひろしとタッグマッチ　作詞、作曲、ギターを担当）東宝レコード
- 女のねがい（ぴんからトリオ　作詞、作曲、ギターを担当）日本コロムビア
- 女のゆめ（ぴんからトリオ　作詞、作曲、ギターを担当）日本コロムビア
- めぐり逢い（並木ひろしとタッグマッチ　作詞、作曲、ギターを担当）東宝レコード
- 女のみち（ぴんからトリオ　作曲、ギターを担当）日本コロムビア
- 昭和三代記（田端義夫　作詞作曲を担当)　テイチク

## 楽曲提供
- 西崎みどり
  - 「十人十色」（1990年、作詞・作曲）

- 三門忠司
  - 「肴」（1987年、作詞・作曲）

## テレビ
- 「時間ですよ」（TBS）
- 「わたしの愛唱歌　ビッグヒットこの10曲」（NHK、1979年放送）※ぴんからトリオ解散後初の再結成、ギター担当で共演を果たしている[1]。